# Wola (obwód wołyński)
Wola (ukr. Воля, początkowo Niesuchojeże lub Niesuchoiże) – wieś (dawniej miasteczko) na Ukrainie na terenie rejonu kowelskiego w obwodzie wołyńskim, nad rzeką Turią. Wieś liczy 322 mieszkańców.

## Historia
Prywatne miasto szlacheckie Niesuchoiże położone było w XVI wieku w województwie wołyńskim. 
W II Rzeczypospolitej Niesuchojeże należały do wiejskiej gminy Niesuchojeże w powiecie kowelskim w woj. wołyńskim i liczyły w 1921 roku 469 mieszkańców. Na północ od Niesuchojeżów (za Tojkutem) leżała stacja kolejowa Niesuchojeże.
W okresie międzywojennym funkcjonowała tu szkoła powszechna. W szkole nauczała Genowefa Jasińska. 
Przed wojną Żydzi stanowili ponad 90% mieszkańców. Polaków i Ukraińców było około 20 rodzin.
27 czerwca 1941 miejscowość zajął Wehrmacht. Podczas okupacji niemieckiej ludność żydowska została eksterminowana w sierpniu 1942 roku. Kilkadziesiąt osób zdołało zbiec i przyłączyć się do partyzantki. W czasie rzezi wołyńskiej część Polaków wyjechała z Niesuchojeży w obawie przed zabójstwami.
W czasie okupacji niemieckiej mieszkająca tutaj ukraińska rodzina Wozniaków ukrywała Żydów. W 1984 roku Instytut Jad Waszem uhonorował za to tytułami Sprawiedliwych wśród Narodów Świata Makara Wozniaka oraz jego córki: Ołeksandę, Nadiję, Hapkę i Ewę.
Po wojnie miasteczko weszło w struktury administracyjne Związku Radzieckiego.